# Vickers Vixen
Vickers Vixen là một loại máy bay hai tầng cánh đa dụng của Anh trong thập niên 1920. Do hãng Vickers thiết kế phát triển.

## Biến thể

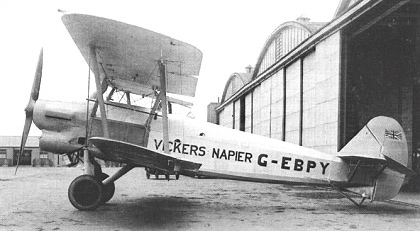
Vickers Vivid

Type 71 Vixen I
Type 87 Vixen II
Type 91 Vixen III
Type 105 Vixen IV
Type 106 Vixen III
Type 116 Vixen V
Type 124 Vixen VI
Type 130 Vivid
Type 142 Vivid
Type 148 Vixen III

## Quốc gia sử dụng
Chile
- Không quân Chile

## Tính năng kỹ chiến thuật (Vixen V)
Dữ liệu lấy từ Vickers Aircraft Since 1908 
Đặc điểm tổng quát
- Kíp lái: 2
- Chiều dài: 29 ft 0 in (8,84 m)
- Sải cánh: 44 ft 0 in (13,41 m)
- Chiều cao: 12 ft 0 in (3,66 m)
- Diện tích cánh: 590 ft² (54,8 m²)
- Trọng lượng rỗng: 3.320 lb (1.509 kg)
- Trọng lượng có tải: 5.080 lb (2.309 kg)
- Động cơ: 1 × Napier Lion V, 500 hp (373 kW)

 Hiệu suất bay 
- Vận tốc cực đại: 116 kn (134 mph, 215 km/h) trên mực nước biển
- Tầm bay: 664 nm (764 mi, 1,230 km)
- Trần bay: 20.000 ft (9.100 m)
- Vận tốc lên cao: 1.250 ft/phút (116 m/s)
- Tải trên cánh: 8,61 lb/ft² (52,1 kg/m²)
- Công suất/trọng lượng: 0,098 hp/lb (0,16 kW/kg)
- Leo lên độ cao 15.000 ft (4.600 m): 25 phút